# إدارة استثناءات
الاستثناءات هي حالات خاصة تحيد عن السلوك العادي في أي عملية تجارية، وتحتاج إلى رعاية استثنائية عادةً بواسطة التدخل البشري. قد يتضمن سببها: انحراف العملية أو بيانات غير منتظمة التكوين أو مشاكل في البنية التحتية أو الاتصال أو قواعد عمل سيئة الجودة وما إلى ذلك. لذا، فإن إدارة الاستثناءات تعني التحقيق في مثل هذه الحالات وحلها ومعالجتها عن طريق استخدام موظفين مهرة و أدوات برمجية. ويمكن أن تساهم إدارة الاستثناءات الجيدة في زيادة كفاءة العمليات التجارية.